# Embaixada da Guiné em Brasília
A Embaixada da Guiné em Brasília é a principal representação diplomática guineense no Brasil. Esta instalada em uma casa alugada no Lago Sul, em Brasília. Além da embaixada, o país também mantém um consulado em São Paulo. 

## História
Brasil e Guiné estabeleceram relações diplomáticas só em 1973, apesar do primeiro reconhecer a independência do segundo desde 1958. A embaixada guineense em Brasília foi fundada no ano de 2005, e no ano seguinte, 2006, a embaixada brasileira na capital do país africano, Conacri, foi instalada e aberta.

## Serviços
A embaixada realiza os serviços protocolares das representações estrangeiras, como o auxílio aos guineeses que moram no Brasil e aos visitantes vindos da Guiné e também para os brasileiros que desejam visitar ou se mudar para o país africano. O fluxo de brasileiros na Guiné havia crescido com a presença de várias multinacionais brasileiras como a Vale e a OAS, mas diminuiu com a crise nos dois países. Além da embaixada de Brasília, a Guiné conta com mais um consulado geral em São Paulo.
Outras ações que passam pela embaixada são as relações diplomáticas com o governo brasileiro nas áreas política, econômica, cultural e científica.Os dois países mantém um acordo de Cooperação Técnica desde 2016 e tem intensificado o contato e as relações bilaterais.